# Roshadiw
Roshadiw (ukrainisch Розгадів; russisch Розгадов Rosgadow, polnisch Rozhadów) ist ein Dorf im Westen der ukrainischen Oblast Ternopil an der Grenze zur Oblast Lwiw mit etwa 400 Einwohnern (2022).

## Geographie
Roshadiw war bis 2017 die einzige Ortschaft der gleichnamigen, 2,12 km² großen Landratsgemeinde im Südwesten des Rajon Sboriw. Am 29. Oktober 2017 wurde das Dorf in die neu gegründete Stadtgemeinde Sboriw (Зборівська міська громада Sboriwska miska hromada) eingegliedert.
Am 17. Juli 2020 wurde der Ort Teil des Rajons Ternopil.
Die Ortschaft liegt inmitten eines Waldes am linken Ufer der Solota Lypa, einem 127 km langen, linken Nebenfluss des Dnister, 20 km südwestlich vom Gemeinde- und früheren Rajonzentrum Sboriw und 55 km westlich vom Oblastzentrum Ternopil.

## Geschichte

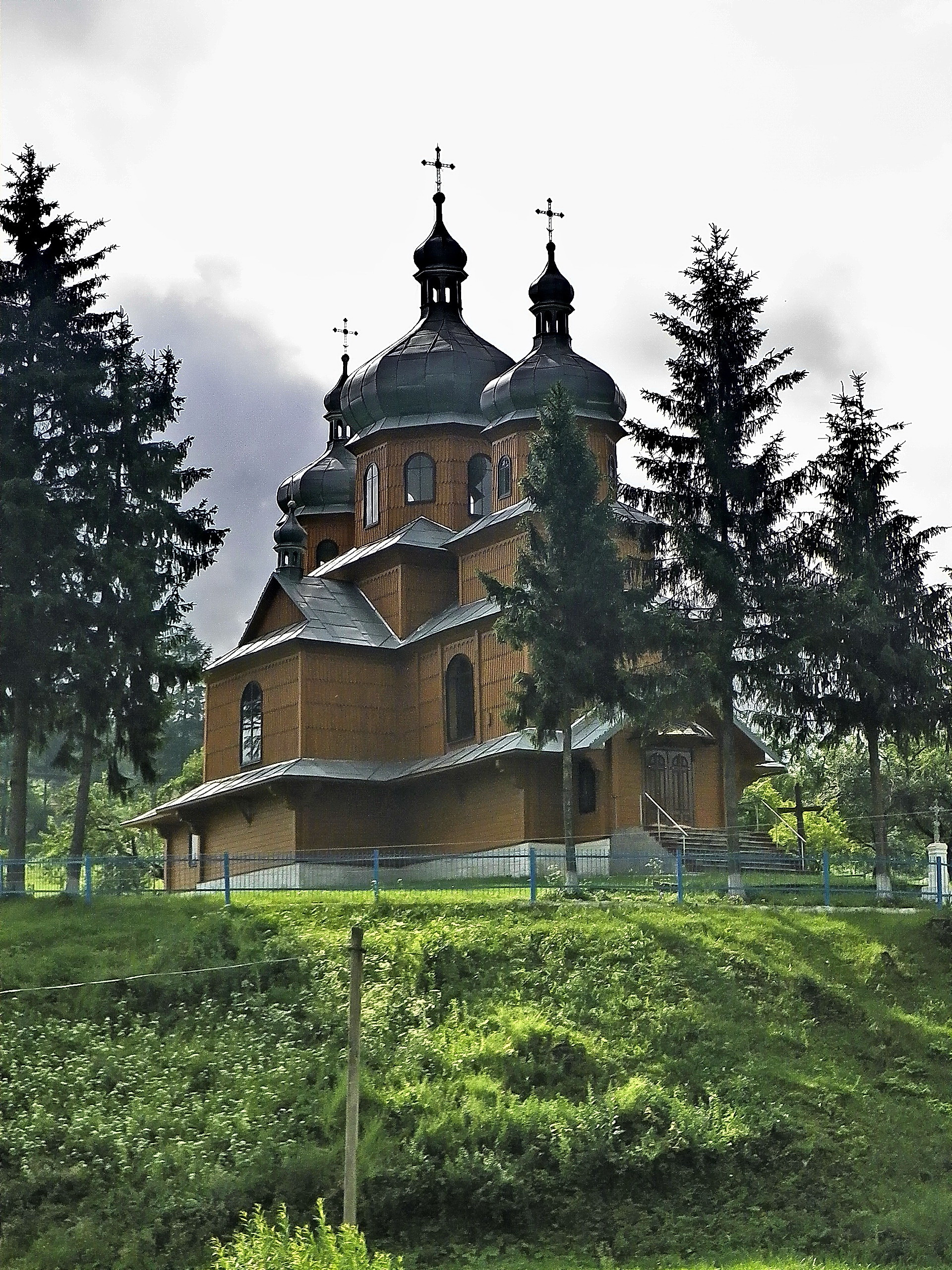
Kirche St.-Paraskewy in Roshadiw

Das 1494 gegründete Dorf lag zunächst in der Polnisch-Litauischen Woiwodschaft Ruthenien und kam nach der ersten Teilung Polens 1772 unter österreichische Herrschaft. Dort wurde es Bestandteil des Bezirks Zborów im österreichischen Kronland Königreich Galizien und Lodomerien. Im Jahr 1880 hatte die Ortschaft eine Einwohnerzahl von 683 Bewohnern.
Nach dem Zusammenbruch Österreich-Ungarns in Folge des Ersten Weltkriegs kam das Dorf im November 1918 an die Westukrainische Volksrepublik, wurde jedoch im Polnisch-Ukrainischen Krieg 1919 von Polen besetzt. Am 21. November 1919 sprach der Hohe Rat der Pariser Friedenskonferenz Ostgalizien für eine Zeitdauer von 25 Jahren der Zweiten Polnischen Republik zu. Hier lag das Dorf in der Woiwodschaft Tarnopol.
Zu Beginn des Zweiten Weltkriegs wurde das Dorf im Zuge der Sowjetischen Besetzung Ostpolens von der Sowjetunion annektiert und nach dem deutschen Angriff auf die Sowjetunion 1941 von der Wehrmacht besetzt und in den Distrikt Galizien des Generalgouvernements eingegliedert. 1944 wurde das Dorf von der Roten Armee zurückerobert und kam an die Ukrainische SSR innerhalb der Sowjetunion. Nach deren Zusammenbruch wurde Roshadiw 1991 Teil der nun unabhängigen Ukraine.
Für den Sohn eines örtlichen Priesters, den Komponisten und Schriftsteller Roman Kuptschynskyj, der 1894 im Dorf zur Welt kam, wurde 1991 ein Museum eingerichtet und beim Museum, nahe der Kirche, wurde 1994 ein Denkmal mit einer Büste des Dichters errichtet.

## St.-Paraskewy-Kirche
In den Jahren 1900 bis 1911 wurde die Holzkirche St.-Paraskewy, ein Beispiel für die traditionelle orthodoxe Architektur der ukrainischen Holzkirchen errichtet. Die Kirche wurde 1911 geweiht und anschließend vom Metropolit Andrej Scheptyzkyj besucht. Der Nachfolgebau einer Holzkirche aus dem Jahr 1696 stellt heute eine der Sehenswürdigkeiten des Dorfes dar, in der einige Ikonen noch aus der Vorgängerkirche stammen. Im Kirchengebäude fanden auch während der Sowjetzeit Gottesdienste statt, jedoch orthodoxe. Erst 1992 kehrte die Kirchengemeinde wieder zur ukrainischen griechisch-katholischen Kirche zurück. Im Frühjahr 2010, aus Anlass des hundertjährigen Bestehens der Kirche, wurde das Gebäude letztmals renoviert.

## Söhne und Töchter der Ortschaft

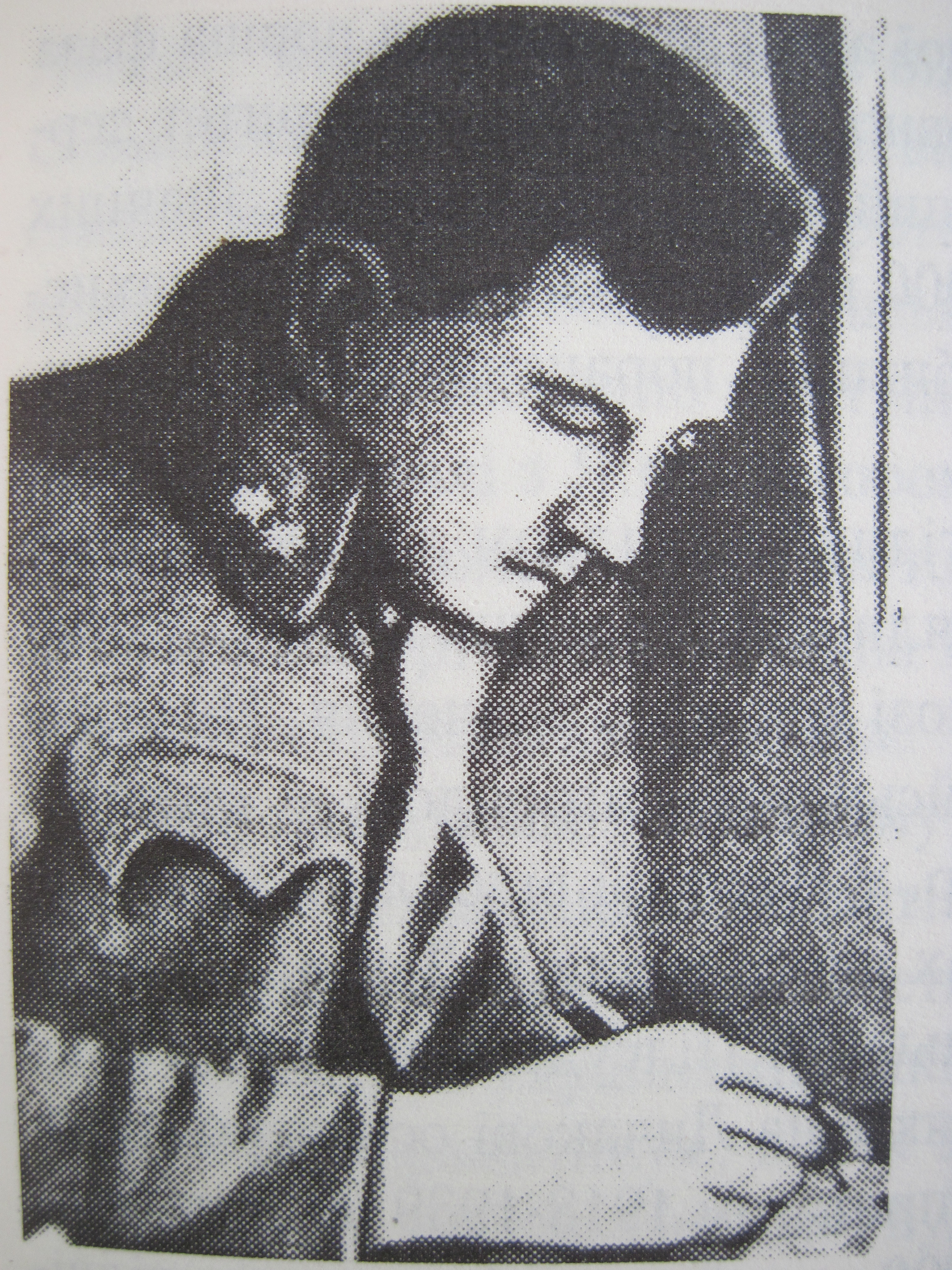
Roman Kuptschynskyj

- Roman Kuptschynskyj (1894–1976), ukrainischer Dichter, Prosaschriftsteller, Journalist, Komponist und Kritiker